# 山野車輪
山野 車輪（やまの しゃりん、1971年〈昭和46年〉 - ）は、日本の元漫画家。身長173cm、体重62kg、熊本県出身、血液型B型、男性。
著作に『マンガ 嫌韓流』『マンガ 嫌中国流』（いずれも晋遊舎）など。朝鮮半島ウォッチャーであり大韓民国全土とコリア・タウンを回り「韓国のなかの日本」「在日の地図」を描いている。

## 人物

### 2ちゃんねるでの固定時代
- かつては2ちゃんねる内のハードロック・ヘヴィメタル板で、固定ハンドルネームとして短い間であるが2ちゃんねらーで活動していた時期があった（他の板では「名無し」だった）[2]。また、固定としての山野のことが『2ちゃんねる公式ガイド2004』のハードロック・ヘヴィメタル板の項目に「良コテ」として車輪 ◆taiyaRSvkMの名前が掲載された[3]。
- 山野は『マンガ嫌韓流』内にテラ・ローザやX-RAYなどの日本のマニアックなヘヴィメタルバンドの名前を載せるほどのメタルマニアである。
- WOLFという日本のヘヴィメタルバンド[4]が大好きで、山野のいたスレ内でこのバンドを批判すると激怒するケースが多かった[5]。

### 漫画家としての活動
- 『マンガ 嫌韓流』執筆以外では、デザインやイラストレーションを中心に活動をしていると『嫌韓流公式ガイドブック』で自ら述べている。他に『マンガ 嫌韓流』が発売された時の『週刊新潮』や『週刊朝日』の記事によれば、少女漫画家としてデビューしていたとされている。これらの雑誌で山野は「冨樫義博に画が似ている」「ここまで絵が下手だとは思わなかった」と関係者から言われたことがあると述べている。
- 当初は覆面作家として活動していたが、2006年10月に発売された『在日の地図 大韓棄民国物語』において、生年とソフトフォーカスながら顔写真が初めて公開され一部プロフィールが公開されている。顔写真は他の著書では非常に長い髪であったり金髪であったりする。2007年4月に発売された西村幸祐責任編集『ネットVSマスコミ! 大戦争の真実』（オークラ出版）でも顔写真が公開されている。
- 『嫌韓流公式ガイドブック』のインタビューによれば、『嫌韓流』で手に入れた印税は日本のインディーズヘヴィメタルバンドのCDにつぎ込んだと語っていた。
- ビザ免除で日本に入国した韓国人は凶悪犯罪者であると主張している。それに対する「一部の人間に過ぎない」との反論に対して「一部であるから問題ない? 間違いないとでもいうのか?」と再反論している[6]。
- 韓国全土を取材した『韓国のなかの日本』（辰巳出版 ISBN 978-4-7778-0380-4）で、自分自身をカレー好きなキャラクターとして登場させている。また『嫌韓流4』では登場人物の一人である末行都を“自分のアシスタントとなり、プロの漫画家を目指して修行中”ということにしている。
- 行動する保守の1つ・在日特権を許さない市民の会のイメージキャラクター「ザイ子ちゃん」を描いている。
- 嫌韓的側面の強い2011年のフジテレビ抗議デモに関しては「韓流ドラマへの対案も韓国のフジテレビ支配の証明もない」と否定的な意見を述べている[7]。
- 2013年には「今の嫌韓と’05年頃の嫌韓はまったく層が違う」と発言している。’05年の（嫌韓流発売当時の）嫌韓はタブー破りであったが、現在はタブーがあった事すら忘れ去られたとし『もはや嫌韓に時代を切り開くようなかつての面白さはない』と断じている[8]。

## 作品

### 単行本
- 「マンガ 嫌韓流」シリーズ
  - 『マンガ 嫌韓流』晋遊舎〈晋遊舎ムック〉、2005年7月26日。ISBN 4-88380-478-X。
  - 『マンガ 嫌韓流』 2巻、晋遊舎〈晋遊舎ムック〉、2006年2月22日。ISBN 4-88380-516-6。
  - 『マンガ 嫌韓流』 3巻、晋遊舎〈晋遊舎ムック〉、2007年8月28日。ISBN 978-4-88380-630-0。
  - 『マンガ 嫌韓流』 4巻、晋遊舎〈晋遊舎ムック〉、2009年4月30日。ISBN 978-4-88380-944-8。
  - 『外国人参政権は、要らない』晋遊舎〈晋遊舎ムック マンガ 嫌韓流セレクション 1〉、2010年4月23日。ISBN 978-4-86391-092-8。
  - 『マンガ 嫌韓流』 1巻（文庫版）、晋遊舎〈晋遊舎ムック〉、2011年2月23日。ISBN 978-4-86391-238-0。
  - 『マンガ 嫌韓流』 2巻（文庫版）、晋遊舎〈晋遊舎ムック〉、2011年2月23日。ISBN 978-4-86391-239-7。
  - 『マンガ 嫌韓流』 3巻（文庫版）、晋遊舎〈晋遊舎ムック〉、2011年3月26日。ISBN 978-4-86391-246-5。
  - 『マンガ 嫌韓流』 4巻（文庫版）、晋遊舎〈晋遊舎ムック〉、2011年3月26日。ISBN 978-4-86391-247-2。
  - 『マンガ大嫌韓流』（新版）晋遊舎〈晋遊舎ムック〉、2015年3月19日。ISBN 978-4-8018-0174-5。
- 『在日の地図　大韓棄民国物語　コリアタウン探訪』海王社、2006年11月。ISBN 978-4-87724-305-0。
  - 『在日の地図　マンガで巡るコリアタウン探訪記』ぶんか社〈ぶんか社文庫 や-6-1〉、2009年6月。ISBN 978-4-8211-5249-0。
  - 『在日の地図　コリアタウン探訪記』（新装改定版）海王社、2015年6月。ISBN 978-4-7964-0723-6。
- 『韓国のなかの日本　マンガ韓国新発見ツアー　日韓国境突入編』辰巳出版〈タツミムック〉、2007年6月。ISBN 978-4-7778-0380-4。
- 『韓国のなかの日本　マンガ韓国新発見ツアー　愛憎哀号ソウル編』辰巳出版〈タツミムック〉、2008年7月。ISBN 978-4-7778-0537-2。
- 『マンガ 嫌中国流』晋遊舎〈晋遊舎ムック〉、2008年8月。ISBN 978-4-88380-803-8。
- 『「若者奴隷」時代　若肉老食社会の到来』晋遊舎〈晋遊舎ムック〉、2010年4月。ISBN 978-4-86391-070-6。
- 『なる☆まん！　もし出版不況のなか女子高生がマンガ家をめざしたら』辰巳出版〈タツミムック〉、2011年7月。ISBN 978-4-7778-0893-9。
- 『終戦の昭和天皇　ボナー・フェラーズが愛した日本』井上智重 原案・山野車輪 著、オークラ出版、2013年7月19日。ISBN 978-4-7755-2114-4。
- 『マンガ海の武士道』惠隆之介 原作・山野車輪 漫画、育鵬社、2015年12月。ISBN 978-4-594-07396-1。
- 『嫌韓道』ベストセラーズ〈ベスト新書 474〉、2015年5月。ISBN 978-4-584-12474-1。
  - 『嫌韓道　さよなら韓国』ベストセラーズ〈ワニ文庫 P-298〉、2018年2月。ISBN 978-4-584-39398-7。 - 注記：山野 (2015c)の加筆修正、再編集版。
- 山野車輪 作・画『革命の地図　戦後左翼事件史　テロルの現場検証』イースト・プレス、2016年8月。ISBN 978-4-7816-1461-8。
- 『ジャパメタの逆襲』扶桑社〈扶桑社新書 268〉、2018年5月2日。ISBN 978-4-594-07952-9。
- 余命プロジェクトチーム 作、山野車輪 画『余命三年時事漫画』青林堂、2018年5月。ISBN 978-4-7926-0623-7。
- 『オタクが日本を「右傾化」させた』鈴屋出版、2021年3月。ISBN 9784991072246

### 雑誌収録
- CHOSEN -朝鮮-（『マンガ嫌韓流 公式ガイドブック』 晋遊舎、2006年 ISBN 978-4-88380-517-4 収録）
- 「反日」の超克（西村幸祐原作、『コミックオピニオン誌 撃論1』 オークラ出版、2006年 ISBN 978-4-7755-0850-3 収録）
- 頑張れネット右翼!（『ネット右翼ってどんなヤツ?』宝島社、2008年 ISBN 978-4-7966-6226-0 収録）
- 極!サブカル塾（『ジャパニズム』青林堂、2011年 ISBN 978-4-7926-0434-9 収録）
- 平和戦隊ショクザイジャー「尖閣諸島は中国固有の領土ですの巻」原作・古谷経衡（『ジャパニズム』青林堂 2011年6月、ISBN 978-4-7926-0434-9 収録）
- 平和戦隊ショクザイジャー「職業右翼の巻」（『ジャパニズム』青林堂 2011年8月、ISBN ISBN 978-4-7926-0439-4 収録）

### インタビュー・対談
- 山野車輪ロングインタビュー（『マンガ嫌韓流 公式ガイドブック』 晋遊舎、2006年 ISBN 978-4-88380-517-4 収録）5-14頁
- 「マンガ嫌韓流」著者が語るネット論（西村幸祐責任編集 『ネットVSマスコミ! 大戦争の真実』 オークラ出版、2007年 ISBN 978-4-7755-0926-5 収録）167-172頁
- 対談 僕らのオタク十年記 山野車輪+古谷経衡（『ジャパニズム』青林堂、2011年 ISBN 978-4-7926-0434-9 収録）